# Christine Nöstlinger
Christine Nöstlinger (Bécs, 1936. október 13. – Bécs, 2018. június 28.) osztrák írónő.

## Életrajza
Christine Nöstlinger fiatalkorában festőművész szeretett volna lenni, de az érettségi után végül is grafikát tanult. Néhány évig dolgozott is a szakmában, mielőtt hozzáment Ernst Nöstlinger újságíróhoz és főállású író lett. Felváltva élt Bécsben és Alsó-Ausztriában.
Christine Nöstlinger elsősorban gyermekkönyvei és ifjúsági regényei révén vált ismertté, de dolgozott a televíziónak, a rádiónak és számos folyóiratnak is. Könyveiben elsősorban a gyermeki lélekkel foglalkozott, de az autoritás és az emancipáció kérdésköre is feltűnt műveiben. Sok esetben megfigyelhető, hogy tabutémákat boncolgatott.
Első gyermekkönyve, A tűzpiros hajú Friderika (Die feuerrote Friederike) 1970-ben jelent meg. A könyvet ő maga illusztrálta. Érdekesség, hogy az írónő mindkét lánya, Barbara és Christine is készít gyermekkönyv-illusztrációkat.
1999–2000-ben keveset írt, súlyos betegséggel, mellrákkal küzdött. Később Bécsben, valamint egy alsó-ausztriai parasztbirtokon élt.
Könyvei több generáció kedvencei közé tartoznak, több mint húsz nyelven olvashatók. Magyar kiadók jóvoltából számos műve magyarul is megjelent.

## Fontosabb művei
- 1970 A tűzpiros hajú Friderika (Die feuerrote Friederike)
- 1971 Die Kinder aus dem Kinderkeller
- 1971 Die drei Posträuber
- 1972 Ein Mann für Mama
- 1972 Fütyülünk az uborkakirályra (Wir pfeifen auf den Gurkenkönig)
- 1973 Der kleine Herr greift ein
- 1973 Repülj, cserebogár! (Maikäfer, flieg!)
- 1974 Iba de gaunz oaman Kinda
- 1974 Achtung! Vranek sieht ganz harmlos aus
- 1975 Konzerv Konrád (Konrad oder Das Kind aus der Konservenbüchse)
- 1977 Bonsai
- 1977 Lollipop
- 1978 Andreas oder Die unteren 7 Achtel des Eisbergs
- 1979 Rosa Riedl Schutzgespenst
- 1980 Dschi-Dsche-i-Dschunior
- 1981 Zwei Wochen im Mai
- 1981 Gréti története (Gretchen Sackmeier)
- 1982 A cseregyerek (Das Austauschkind)
- 1983 Gréti és öcsi (Gretchen hat Hänschen-Kummer)
- 1983 Jokel, Jula und Jericho
- 1984 Olfi Obermeier und der Ödipus Komplex
- 1984 Punk, avagy a Hajmeresztő Hétfő (Am Montag ist alles ganz anders)
- 1984 Hugo, das Kinder in den besten Jahren
- 1985 Haushaltsschnecken leben länger
- 1986 Der geheime Großvater
- 1986 Man nennt mich Ameisenbär
- 1988 Die nie geschriebenen Briefe der Emma K., 75
- 1988 Gréti szerelmes (Gretchen mein Mädchen)
- 1988 Rosalinde hat Gedanken im Kopf
- 1988 Ilse Janda fiatalkorú; Ilse Janda (14) (Ilse Janda, vierzehn)
- 1989 Der Zwerg im Kopf
- 1989 Einen Löffel für den Papa
- 1989 Der Denker greift ein
- 1990 Anna und die Wut
- 1990 Nagle einen Pudding an die Wand!
- 1990 Das Leben der Tomanis
- 1991 Eine mächtige Liebe
- 1991 Pfui Spinne!
- 1991 Csíkos pulcsi garmadával (Streifenpullis stapelweise)
- 1993 Die Ilse ist weg
- 1993 Suzi titkos naplója, Paul titkos naplója (Susis geheimes Tagebuch, Pauls geheimes Tagebuch)
- 1995 Zűr hátán zűr (Einen Vater hab ich auch)
- 1995 Mit zwei linken Kochlöffeln
- 1996 Villa Henriett (Villa Henriette)
- 1996 Suzi már csak ilyen! (Echt Susi)
- 1996 Mein Gegenteil (versek)
- 1997 Bonsai
- 1997 Ein Kater ist kein Sofakissen
- 1997 Geschichten vom Franz
- 1997 Werter Nachwuchs
- 1998 Emm an Ops
- 1998 Geplant habe ich gar nichts
- 1998 Der Denker greift ein
- 1999 Willi und die Angst
- 1999 ABC für Großmütter
- 1999 Anatol und die Wurschtelfrau
- 1999 Szép kis család (Sowieso und überhaupt)
- 1999 Manchmal möchte ich ein Single sein
- 2000 Dicke Didi, fetter Felix
- 2000 Wetti und Babs
- 2000 Der TV-Karl
- 2000 Órarend randevúval (Stundenplan)
- 2000 Oh, du Hölle
- 2001 Der Hund kommt!
- 2001 Liebe Tochter, werter Sohn!
- 2002 Liebe Susi, lieber Paul!
- 2002 Liebe Oma, deine Susi!
- 2002 Ein und Alles
- 2003 Best of Mama
- 2003 Spürnase Jakob Nachbarkind
- 2003 Mr. Bats Meisterstück oder die total verjüngte Oma
- 2004 Man nennt mich Ameisenbär…
- 2004 Lilli nagy dobása (Lillis Supercoup)
- 2004 Óriások és törpék (Die verliebten Riesen)
- 2009 Die Sache mit dem Gruselwusel
- 2010 Lumpenloretta
- 2013 Als mein Vater die Mutter der Anna Lachs heiraten wollte

| Magyarul megjelent könyvei betűrendben | Magyarul megjelent könyvei betűrendben |
| --- | -------------------------------------- |
| - A cseregyerek (Animus Kiadó, 2002) - A tűzpiros hajú Friderika (Ciceró Könyvstúdió Kft., 2002) - Csíkos pulcsi garmadával - Fel a fejjel, anyukák - Frici a nyeregben (Móra, 2012) - Frici a focipályán (Móra, 2013) - Frici a betegágyban (Móra, 2015) - Fütyülünk az uborkakirályra (rádiójáték is) - Gréti és Öcsi (Animus Kiadó, 2004) - Gréti szerelmes - Gréti története - Ilse Janda fiatalkorú (Móra Ferenc Könyvkiadó, 1978) Ilse Janda (14) (Móra Ferenc Könyvkiadó, 2003) (rádiójáték is) - Konzerv Konrád (Móra Ferenc Könyvkiadó, 1985) (rádiójáték is) - Lilli nagy dobása (Animus Kiadó, 2005) - Néha jobb lenne egyedül - Órarend randevúval - Óriások és törpék - Punk avagy a Hajmeresztő Hétfő (Móra Ferenc Könyvkiadó, 1988) - Suzi és Paul titkos naplója (Animus Kiadó, 2002) - Suzi már csak ilyen - Szép kis család (Animus Kiadó, 2011) - Zűr hátán zűr (Könyvmolyképző Kiadó, 2004) - Villa Henriett (Móra Ferenc Könyvkiadó, 2004) |                                        |

## Magyarul
- Ilse Janda fiatalkorú; ford. Sárközy Elga; Móra, Bp., 1978
- Órarend randevúval; ford. Sárközy Elga; Móra, Bp., 1984
- Konzerv Konrád; ford. Bor Ambrus, ill. Maurer Dóra; Móra, Bp., 1985 (Piknik könyvek)
- Punk, avagy A hajmeresztő hétfő; ford. Bor Ambrus, ill. Christine Nöstlinger jr.; Móra, Bp., 1988 (Piknik könyvek)
- Fütyülünk az uborkakirályra; ford. Rónaszegi Éva, ill. Tettamanti Béla; Móra, Bp., 1989
- Csíkos pulcsi garmadával; ford. Sárközy Elga, ill. Christiana Nöstlinger; Magyar Könyvklub, Bp., 1994
- Néha jobb lenne egyedül; ford. S. Takács Zsuzsanna; Magyar Könyvklub, Bp., 1994
- Fel a fejjel, anyukák; ford. Károlyi Eszter, ill. Christiana Nöstlinger; Magyar Könyvklub, Bp., 1995
- A tűzpiros hajú Friderika; ford. Sárközy Elga, ill. a szerző; Ciceró, Bp., 2002
- Suzi titkos naplója; Animus, Bp., 2002 (Andersen-díjas írók)
- A cseregyerek; ill. a szerző; Animus, Bp., 2002 (Andersen-díjas írók)
- Gréti története; ford. Nemeskürty Harriet; Animus, Bp., 2003
- Ilse Janda, 14; ford. Sárközy Elga; Móra, Bp., 2003 (Móra X könyvek)
- Zűr hátán zűr; ford. Kocsiné Drobni Erika, ill. Komlódi Judit; Minerva Nova, Szeged, 2003 (Jonatán modern könyvtára)
- Suzi már csak ilyen!; ill. a szerző, ford. Nemeskürty Harriet; Animus, Bp., 2004 (Andersen-díjas írók)
- Villa Henriett; ford. Tapodi Rika; Móra, Bp., 2004 (Móra X könyvek)
- Gréti és Öcsi; ford. Nemeskürty Harriet; Animus, Bp., 2004
- Suzi titkos naplója / Paul titkos naplója; ill. a szerző, ford. Nemeskürty Harriet; Animus, Bp., 2002 (Andersen-díjas írók)
- Óriások és törpék; ford. Zachar Viktor; Animus, Bp., 2005
- Lilli nagy dobása; ford. Zachar Viktor; Animus, Bp., 2005
- A cseregyerek; ill. a szerző, ford. Nemeskürty Harriet; Animus, Bp., 2005 (Andersen-díjas írók)
- Szép kis család; ford. Szlukovényi Beáta; Animus, Bp., 2011 (Andersen-díjas írók)
- Frici a nyeregben; ford. Nádori Lídia, ill. Baranyai András; Móra, Bp., 2012 (Már tudok olvasni)
- Frici a focipályán; ford. Nádori Lídia, ill. Baranyai András; Móra, Bp., 2013 (Már tudok olvasni)
- Frici a betegágyban; ford. Nádori Lídia, ill. Baranyai András; Móra, Bp., 2015 (Már tudok olvasni)

## Fontosabb díjak
- 1972 Friedrich Bödecker-díj
- 1973 és 1988 Német Ifjúsági Irodalmi Díj
- 1974 és 1987 az Osztrák Állam Gyermek- és Ifjúsági Irodalmi Díja
- 1984 Hans Christian Andersen-díj
- 1990 „La vache qui lit” zürichi gyermekkönyv díj
- 2003 Astrid Lindgren-emlékdíj